# Uruétaro
Uruétaro es una localidad del estado mexicano de Michoacán. Es parte del municipio de Tarímbaro.

## Toponimia
El nombre «Uruétaro» proviene de los términos en purépecha: uruata, zapote blanco; ro, locativo. Su significado es «Lugar de los zapotes blancos».

## Demografía
| Gráfica de evolución demográfica |
|                                  |

| Censo | Población |
| ----- | --------- |
| 1900  | 619       |
| 1910  | 791       |
| 1921  | 626       |
| 1930  | 500       |
| 1940  | 747       |
| 1950  | 945       |
| 1960  | 1410      |
| 1970  | 1599      |
| 1980  | 2011      |
| 1990  | 2805      |
| 2000  | 2821      |
| 2010  | 2596      |
| 2020  | 2857      |